# TRIM21
TRIM21 (англ. Tripartite motif containing 21) – білок, який кодується однойменним геном, розташованим у людей на короткому плечі 11-ї хромосоми. Довжина поліпептидного ланцюга білка становить 475 амінокислот, а молекулярна маса — 54 170.
| 10         |  | 20         |  | 30         |  | 40         |  | 50         |
| ---------- |  | ---------- |  | ---------- |  | ---------- |  | ---------- |
| MASAARLTMM |  | WEEVTCPICL |  | DPFVEPVSIE |  | CGHSFCQECI |  | SQVGKGGGSV |
| CPVCRQRFLL |  | KNLRPNRQLA |  | NMVNNLKEIS |  | QEAREGTQGE |  | RCAVHGERLH |
| LFCEKDGKAL |  | CWVCAQSRKH |  | RDHAMVPLEE |  | AAQEYQEKLQ |  | VALGELRRKQ |
| ELAEKLEVEI |  | AIKRADWKKT |  | VETQKSRIHA |  | EFVQQKNFLV |  | EEEQRQLQEL |
| EKDEREQLRI |  | LGEKEAKLAQ |  | QSQALQELIS |  | ELDRRCHSSA |  | LELLQEVIIV |
| LERSESWNLK |  | DLDITSPELR |  | SVCHVPGLKK |  | MLRTCAVHIT |  | LDPDTANPWL |
| ILSEDRRQVR |  | LGDTQQSIPG |  | NEERFDSYPM |  | VLGAQHFHSG |  | KHYWEVDVTG |
| KEAWDLGVCR |  | DSVRRKGHFL |  | LSSKSGFWTI |  | WLWNKQKYEA |  | GTYPQTPLHL |
| QVPPCQVGIF |  | LDYEAGMVSF |  | YNITDHGSLI |  | YSFSECAFTG |  | PLRPFFSPGF |
| NDGGKNTAPL |  | TLCPLNIGSQ |  | GSTDY      |  |            |  |            |

A: Аланін

C: Цистеїн

D: Аспарагінова кислота

E: Глутамінова кислота

F: Фенілаланін

G: Гліцин

H: Гістидин

I: Ізолейцин

K: Лізин

L: Лейцин

M: Метіонін

N: Аспарагін

P: Пролін

Q: Глутамін

R: Аргінін

S: Серин

T: Треонін

V: Валін

W: Триптофан

Кодований геном білок за функціями належить до трансфераз, рибонуклеопротеїнів, фосфопротеїнів. 
Задіяний у таких біологічних процесах, як клітинний цикл, убіквітинування білків, альтернативний сплайсинг. 
Білок має сайт для зв'язування з іонами металів, іоном цинку, ДНК, РНК. 
Локалізований у цитоплазмі, ядрі, цитоплазматичних везикулах.